# Composition VII
Composition VII (en russe :  Композиция VII) est une peinture à l'huile sur toile de l'artiste russe Vassily Kandinsky, peinte en novembre 1913, à Munich. Elle est unanimement considérée comme l'œuvre maîtresse de l'artiste, pour la période d'avant la Première Guerre mondiale.

## Description
Composition VII est une œuvre de format monumental (200 × 300 cm), dont la gestation fut particulièrement longue et complexe, occupant Kandinsky une partie de l'année 1913. Nombre d'aquarelles, dessins et esquisses, ainsi que six études à l'huile de plus grande dimension, en sont conservées. Néanmoins, d'après le témoignage de la peintre Gabriele Münter, alors compagne de l'artiste, elle fut peinte en seulement quatre jours, du 25 au 28 novembre 1913. Cette peinture appartient au corpus réduit des dix Compositions peintes par Kandinsky, les sept premières entre janvier 1910 et novembre 1913 (la n°7) à Munich ; la huitième en 1923, au Bauhaus à Weimar ; les neuvième et dixième à Paris (respectivement en 1936 et 1939). Malheureusement, les trois premières Compositions, peintes en 1910, qui étaient conservées dans des collections particulières en Allemagne, furent détruites pendant la Seconde Guerre mondiale. Il n'en subsiste que des photographies en noir et blanc et quelques esquisses.
Dans Du Spirituel dans l'art (publié en décembre 1911), Kandinsky présente ses tableaux comme appartenant à trois « genres » : les Impressions (« impression directe de la "nature extérieure" ») ; les Improvisations (« principalement inconscientes (…), donc impressions de la "nature intérieure" ») ; les Compositions (« expressions se formant toujours lentement…, que je reprends longuement et d'une manière presque pédante après les premières ébauches »). Kandinsky précise que, dans les Compositions, le « conscient, l'intentionnel, l'efficacité jouent un rôle prédominant » bien que ce soit « le sentiment qui l'emporte toujours ».
Composition VII entretient des liens profonds avec les deux précédentes, la Composition V, achevée le 17 novembre 1911 et la Composition VI, achevée le 5 mars 1913. Ces liens ne concernent pas seulement la technique, mais surtout les thèmes. Malgré leur aspect résolument abstrait, ces trois peintures ont en effet, comme Kandinsky l'a lui-même indiqué, des thèmes religieux : la Résurrection pour la n°5 et le Déluge pour la n°6. Quant à la n°7, le thème général en est le Jugement Dernier. Les sources externes en sont aussi bien les loubki (peintures populaires russes du XVIIe siècle) qu'une œuvre peu connue en France : Le Jugement Dernier (1836-1839) de Peter von Cornelius, une immense fresque peinte au-dessus de l'autel de l'église Saint-Louis à Munich et que, par conséquent Kandinsky connaissait fort bien.
À ces diverses sources, Kandinsky emprunte les éléments formels principaux de sa Composition VII : le grand ovale souligné de vert et de noir, ainsi que le rectangle noir irrégulier au centre. Comme souvent dans les grandes œuvres du peintre, l'impression générale est celle d'un ample mouvement enveloppant, allant du coin inférieur gauche à l'angle supérieur droit, créant un dynamisme qui emporte les éléments de la composition. Ce mouvement incarne une aspiration spirituelle et désigne l'art, singulièrement l'abstraction, comme un moyen de salut face au matérialisme de l'époque.

## Controverse

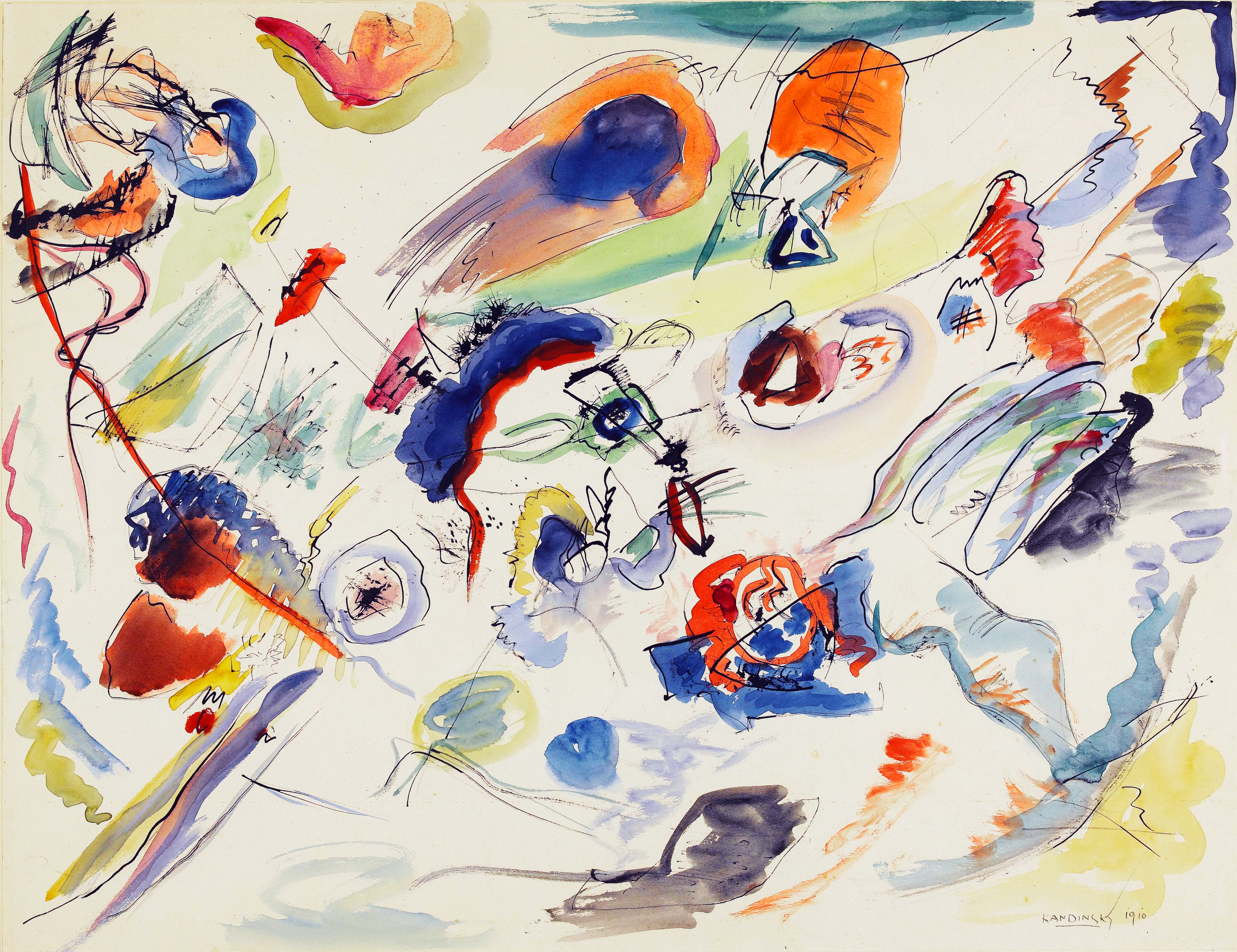
Étude pour Composition VII, aquarelle, 1913 (datée « 1910 »), MNAM, Paris.

Signalons enfin, à propos de Composition VII, la controverse autour de la Première aquarelle abstraite, signée et datée « 1910 » par Kandinsky. Philippe Sers a bien résumé ce débat et les incertitudes qui demeurent,. L'artiste ayant lui-même déclaré que sa première œuvre abstraite datait de 1911, plusieurs historiens (notamment Klaus Brisch - dès 1955 - et Kenneth Lindsay) ont conclu que cette aquarelle avait été antidatée. Elle serait, selon eux, de 1913 et ils en font une esquisse de Composition VII. Ils s'appuient notamment sur des traits stylistiques, en notant que, parmi les œuvres de Kandinsky de 1910, aucune n'a ce degré d'abstraction. Philippe Sers, quant à lui, tient pour la date de 1910, en s'autorisant du témoignage de Nina Kandinsky, veuve du peintre. Le Centre Pompidou, qui a reçu l'œuvre par donation de Nina Kandinsky en 1976, la date prudemment de 1910 ou 1913, bien que le texte de présentation du musée penche pour la seconde date. Quant à Magdalena Dabrowski, elle n'hésite pas à la dater de 1913. Dans son catalogue, elle l'intitule d'ailleurs : Untitled (Study for Composition VII).

## Historique
Le tableau est conservé à la galerie Tretiakov de Moscou, en Russie.